# Édouard Bergeon
Pour les articles homonymes, voir Bergeon.
Édouard Bergeon, né le 29 septembre 1982, est un réalisateur français. Il a notamment réalisé le long métrage inspiré de son histoire familiale Au nom de la terre, nommé à trois reprises lors des César 2020.

## Biographie
Édouard Bergeon grandit dans une ferme, près de Poitiers. Bac S en poche, il alterne entre le travail à la ferme, un poste de vendeur en jardinerie et des compétitions cyclistes. Trois ans plus tard, Édouard Bergeon devient journaliste à France 3 Poitou-Charentes, puis rejoint la rédaction nationale de France 2, au service société. En 2008, il devient free-lance et réalise des magazines et documentaires pour la télévision.
En 2012, il réalise Les Fils de la terre, un documentaire ayant pour sujet le mal-être et le suicide des paysans français. Ce documentaire fera écho dans le monde rural et agricole. Il sera la base d’une adaptation pour le cinéma.
En 2019 sort son premier long-métrage, Au nom de la terre avec comme acteurs principaux Guillaume Canet, Veerle Baetens, Anthony Bajon et Rufus. Le film raconte son parcours, celui de sa famille et plus particulièrement celui de son père,.
En 2021, il cofonde le Collège citoyen de France avec Alice Zagury, Dominique Versini, Julien Neutres, JR, Léa Moukanas, Maryline Genero, Marco Berrebi, Tania de Montaigne et Thierry Cotillard. Une école qui prépare les responsables publics de demain. Un cursus d’excellence gratuit de 5 mois, compatible avec une vie professionnelle.
En 2022, il réalise L’amour vache, un documentaire poignant où il accompagne durant 3 ans une famille d’éleveurs du Béarn dont le troupeau de vaches part à l’abattoir à cause d’un cas de tuberculose. 
Le 27 février 2024 sur France 2 sort le documentaire « Les Femmes de la terre » dans lequel à travers plusieurs témoignages, le réalisateur rend hommage aux agricultrices.
Le 27 mars 2024 sort son deuxième long métrage La Promesse verte, un thriller sur fond de déforestation et de diplomatie, mettant en scène Alexandra Lamy dans le rôle d'une mère déterminée à sauver son fils, interprété par Félix Moati, des prisons en Indonésie.
Il co-produit avec Bien Média la série Cannabis avec Mathieu Kassovitz pour France Télévisions, réalisée par son associé Antoine Robin.

## Filmographie

### Documentaire
- 2012 : Les Fils de la terre, émission Infrarouge
- 2013 : Ferme à vendre , court-métrage
- 2014 : Liberté, égalité, improvisez!
- 2016 : Du miel et des hommes
- 2018 : Marseille: ils ont tué mon fils, émission Infrarouge
- 2023 : L' Amour vache[6]
- 2024 : Femmes de la terre

### Long métrage
- 2019 : Au nom de la terre
- 2024 : La Promesse verte

## Distinction
- Festival international des programmes audiovisuels de Biarritz 2012 : Mention spéciale pour Les Fils de la terre[7]
- Trophées du Film français : Trophée de la première œuvre pour Au Nom de la terre
- 2020 : nomination à la 45e cérémonie des César du cinéma pour Au nom de la Terre, dans la catégorie meilleur premier film[8].

## Galerie photos

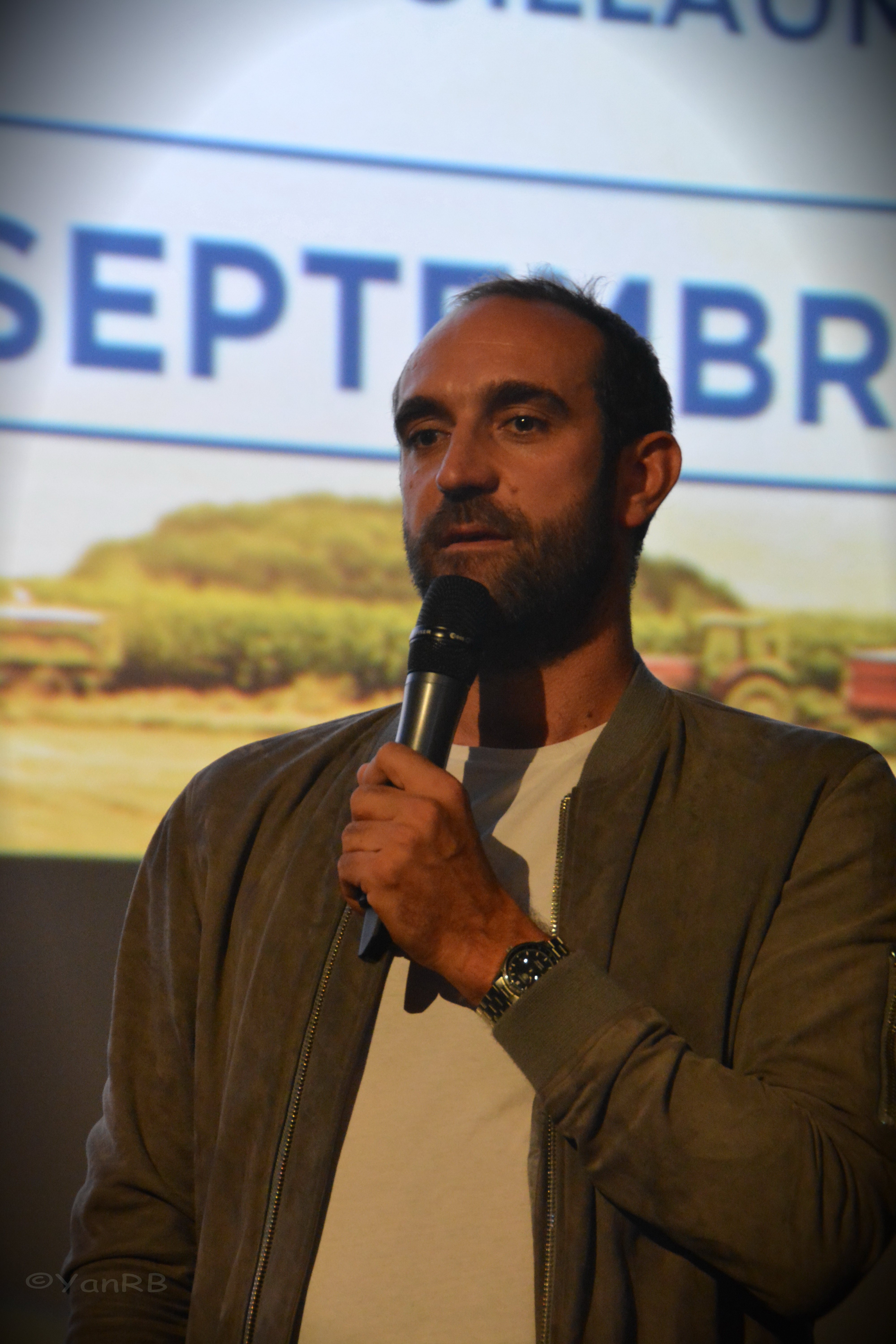
A Toulouse pour une avant-première d'Au nom de la terre.
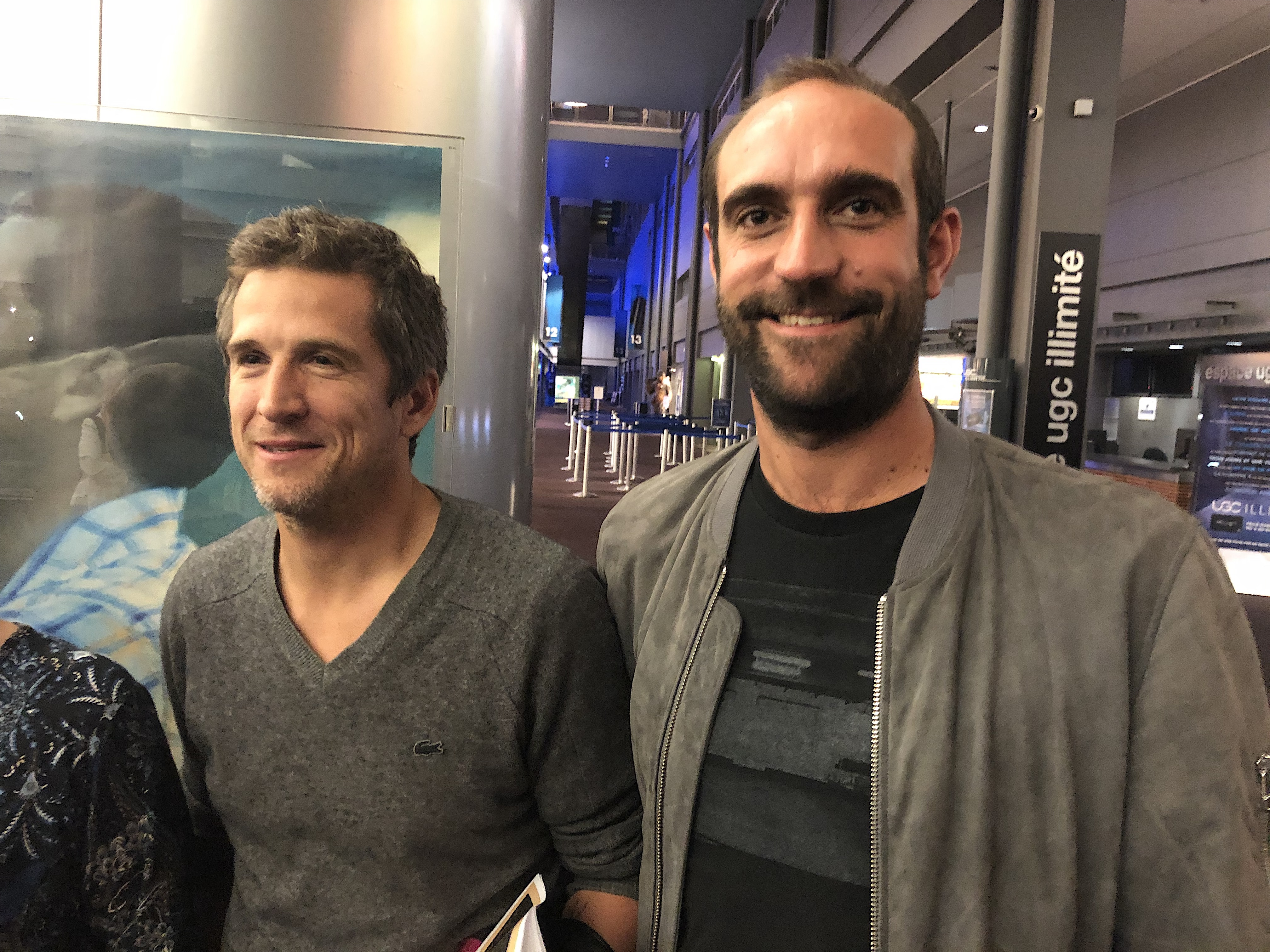
Guillaume Canet et Édouard Bergeon à Strasbourg
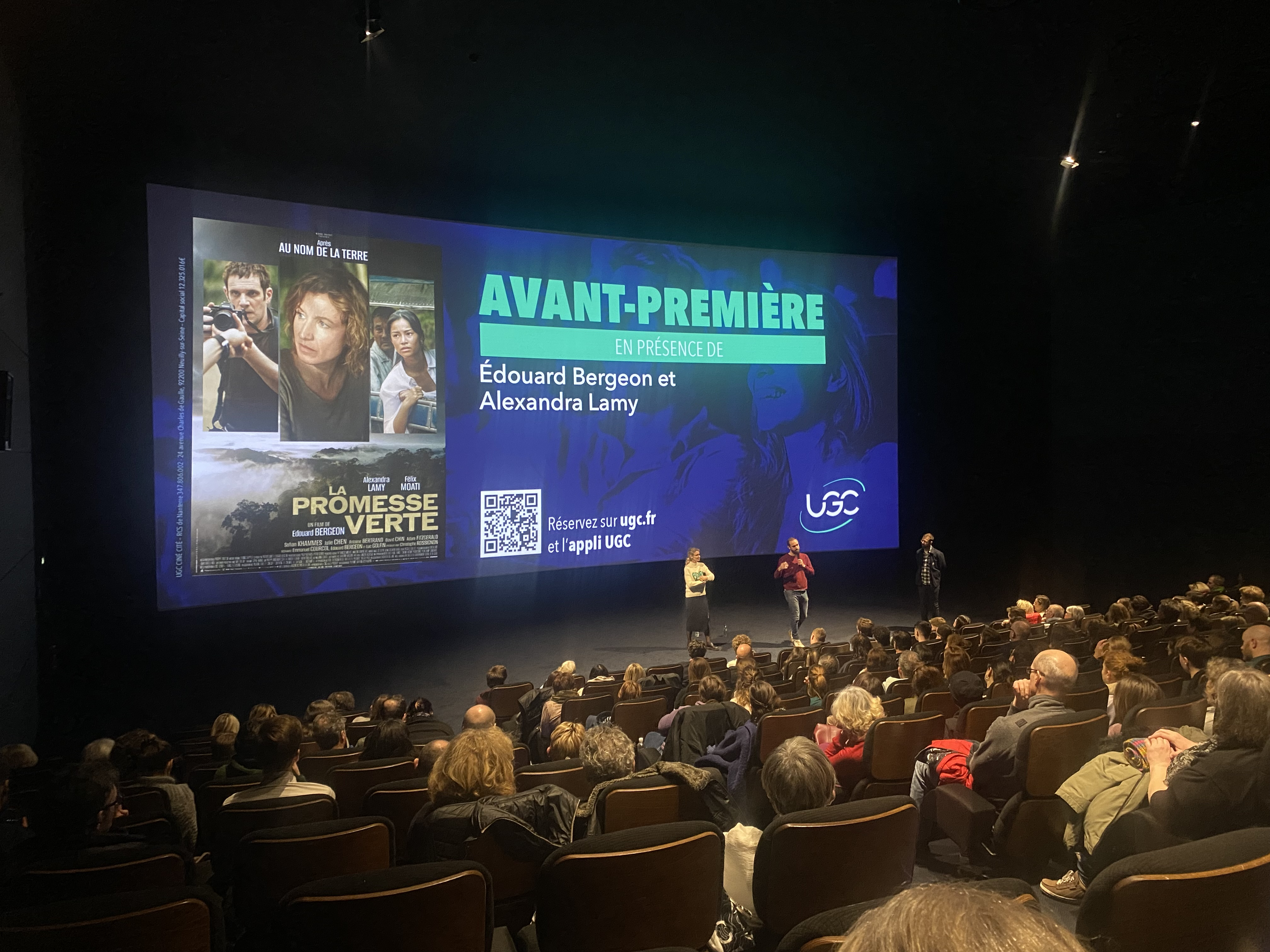
Édouard Bergeon et Alexandra Lamy à l'avant Première du film La Promesse verte à Strasbourg